# Alessandro De Francesco
Alessandro De Francesco (* 1981 in Pisa, Italien) ist ein italienischer Poet, Theoretiker und Klangkünstler.

## Leben und Werk
De Francesco studierte Philosophie und vergleichende Literatur an den Écoles Normales Supérieures in Paris und Lyon und an der Technischen Universität Berlin. Seinen Abschluss in Philosophie erlangte er an der Universität von Pisa. Außerdem studierte er Komposition und Elektronische Musik, spielte professionell Bass und nahm an den Siena Jazz International Master Classes teil.

## Werke

### Bücher
- Lo spostamento degli oggetti, 2008
- da 1000m / dès 1000m / from 1000m, 2009
- Ridefinizione, 2010
- Redéfinition, 2010
- Herdefinitie, 2011

### Übersetzungen
- Wie Zungen sich halten / Stavano attaccati come lingue, 2008
- Odd Directions / Direzioni Dispari, 2009
- (UN)gleichzeitiges / BerliNO allo stesso tempo, 2009
- Quadranti / Cadrans, 2010

### Sonstige Veröffentlichungen
- Ridefinizione (CD), 2010
- Ridefinizione (DVD), 2011